# Landeskrankenhaus Merzig
Das Landeskrankenhaus Merzig war ein psychiatrisches Krankenhaus in Merzig, Saarland. Im Zuge der Psychiatriereform wurde es 1998 aufgelöst.

## Geschichte
Die Anstalt wurde 1876 als „Rheinische Provinzial-Irrenheilanstalt Merzig“ gegründet. Sie gehörte zum Regierungsbezirk Trier in der preußischen Rheinprovinz. Innerhalb des ummauerten Geländes befanden sich eine eigene Landwirtschaft, Kirche, eigenes Kraftwerk und Friedhof.
In der Zeit des Nationalsozialismus wurden 800 Patienten in andere Anstalten verlegt, nur 80 davon kamen zurück.
Die Anstalt hatte zwischenzeitlich etwa 1000 Betten. Wolfgang Werner, Ärztlicher Direktor des Hauses seit 1978, setzte sich für eine Humanisierung der Psychiatrie sowie eine wohnortnahe Versorgung psychisch kranker Menschen im Saarland ein. Dies führte 1998 zur ersten vollständigen Auflösung des Landeskrankenhauses.
In Merzig befinden sich an dieser Stelle heute das SHG Klinikum Merzig und die Saarländische Klinik für Forensische Psychiatrie (SKFP). Das Saarländische Psychiatriemuseum erinnert an die Geschichte.